# Perithemis piperi
Perithemis piperi är en trollsländeart som beskrevs av Hoffmann 1987. Perithemis piperi ingår i släktet Perithemis och familjen segeltrollsländor. Inga underarter finns listade i Catalogue of Life.